# Wiebesia gomberti
Wiebesia gomberti är en stekelart som först beskrevs av Grandi 1928.  Wiebesia gomberti ingår i släktet Wiebesia och familjen fikonsteklar. Inga underarter finns listade i Catalogue of Life.